# Emmanuel Villaume
Emmanuel Villaume (né en 1964 à Strasbourg) est un chef d’orchestre français, directeur musical de l'Opéra de Dallas depuis avril 2013 et directeur musical du Prague Philharmonia depuis septembre 2015.
Il a été directeur musical du Spoleto Festival USA (en) à Charleston de 2000 à 2010 ; de l’Orchestre national slovène de 2008 à 2013 ; de l'Orchestre philharmonique slovaque à Bratislava de 2009 à 2016.

## Biographie
Emmanuel Villaume a commencé son éducation musicale au conservatoire à rayonnement régional de Strasbourg. Il a continué ses études en Hypokhâgne et en Khâgne au Lycée Fenelon ainsi qu'à la Sorbonne. Il a étudié la direction avec Spiros Argiris et Seiji Ozawa.
Il fait ses débuts aux États-Unis dans Le nozze di Figaro au Spoleto Festival USA (en) en 1990. Il fut le premier collaborateur de Spiros Argiris, directeur musical du Spoleto Festival USA, de 1990 à 1997. Il fut nommé directeur musical de ce Festival en 2000 et gardera cette position jusqu’en 2010,. Il a été directeur artistique et musical de l’Orchestre National Slovène à Ljubljana de 2008 à 2013. De 2009 à 2016, il a été le chef de la Philharmonie Slovaque à Bratislava.
En avril 2013, il fut nommé directeur musical du Dallas Opera.
En novembre 2014, il fut nommé directeur musical du Prague Philharmonia (en) (PKF).
Villaume est docteur honoris causa de l’Université d'Indianapolis.

## Engagements
Emmanuel Villaume est un chef invité régulier au Metropolitan Opera, Opéra lyrique de Chicago, San Francisco Opera, Los Angeles Opera, Washington National Opera, Santa Fe Opera, au Royal Opera House, Covent Garden, à l'Opéra national de Paris, La Fenice, au Bayerische Staatsoper, Deutsche Oper Berlin, Teatro Real Madrid, Teatro Regio di Torino, Théâtre Colón, et au KlangBogen Wien,,.
En Amérique du Nord, il a dirigé l’Orchestre symphonique de Chicago, Orchestre symphonique de Boston, Orchestre symphonique de San Francisco, Orchestre philharmonique de Los Angeles, et l’Orchestre symphonique de Montréal. En Europe, il a dirigé l'Orchestre de Paris, l’Orchestre philharmonique de Monte-Carlo, l’Orchestre philharmonique royal, Orchestre symphonique de la Radiodiffusion bavaroise et l’Orchestre symphonique de la radio de Vienne. En Asie, Villaume a été à la tête de l’Orchestre symphonique de la NHK et de l’Orchestre symphonique métropolitain de Tokyo.
En 2008, Villaume a dirigé le China National Opera dans le cadre des Jeux olympiques à Pékin.

## Enregistrements
- 1997 : Jacques Offenbach : La Grande-duchesse de Gerolstein (Dynamic CD)
- 1999 : Hector Berlioz : Il Teatro Immaginario di Berlioz (Mondo Musica CD)
- 2005 : Jules Massenet : Le Cid (Plácido Domingo, House of Opera DVD)
- 2006 : Jules Massenet : Chérubin (Dynamic CD)
- 2007 : Jules Massenet : Chérubin (Dynamic DVD)
- 2008 : Nathalie Manfrino : French Heroines (Decca Records CD)
- 2008 : Giacomo Meyerbeer : Il crociato in Egitto (Dynamic DVD)
- 2008 : Anna Netrebko : Souvenirs (Deutsche Grammophon CD)
- 2009 : Duets : Anna Netrebko et Rolando Villazón (Deutsche Grammophon CD)
- 2009 : Giacomo Puccini : La rondine (Decca Records DVD)
- 2010 : Meyerbeer : Il crociato in Egitto (Naxos (label) CD)
- 2011 : Gustav Mahler : Symphonie no  9 en ré majeur (Slovenska filharmonija CD)
- 2011 : Gian Carlo Menotti : Goya (Arthaus Musik DVD)
- 2011 : Maurice Emmanuel : Ouverture pour un conte gai / Symphony 1 & 2 / Suite française (Timpani CD)
- 2014 : Maurice Ravel : Daphnis et Chloé (NYOC CD)
- 2015 : Bryan Hymel : Heroique (Warner Classics CD)
- 2015 : Piotr Ilitch Tchaïkovski : Iolanta (Anna Netrebko, Deutsche Grammophon CD)
- 2017 : Saint-Saëns, Ravel, Gershwin : Piano Concertos (Andrew von Oeyen, Warner Classics CD)
- 2017 : Mark Adamo : Becoming Santa Claus (Dallas Opera DVD)
- 2017 : Giacomo Meyerbeer, Diana Damrau : Grand Opera (Warner Classics CD)
- 2017 : Angela Gheorghiu: Eternamente (Erato, Warner Classics CD)
- 2018 : Symphonie en ut majeur de Bizet, Fantaisie pour piano et orchestre (Debussy), Ma mère l'Oye (PKF Prague Philharmonia, Warner Classics CD)
- 2019 : Benjamin Bernheim: Arias, (Deutsche Grammophon CD)
- 2021 : Giacomo Puccini: La Bohème. (Royal Opera House Covent Garden, Sonya Yoncheva, Charles Castronovo. Opus Arte DVD)
- 2021 : Antonín Dvořák, Bohuslav Martinů: Symphonie no 8 de Dvořák, Toccata e due Canzoni. (PKF Prague Philharmonia CD)
- 2022 : Pene Pati: Arias, (Warner Classics, CD)
- 2023: Richard Strauss, Charles Gounod, Felix Mendelssohn, (Prague Philharmonia Live, CD)
- 2024: Giacomo Puccini: Manon Lescaut (Puccini), (Grand théâtre du Liceu, Gregory Kunde, Major DVD)
- 2024: Pene Pati: Nessun Dorma, (Warner Classics, CD)
- 2025: Wolfgang Amadeus Mozart, Antonín Dvořák: Grace Park, violin, (Prague Philharmonia, Orchid Classics, CD)